# José Luis Galilea
José Luis Galilea Vidaurreta (San Sebastián, Guipúzcoa, 9 de julio de 1972) es un exjugador de baloncesto español, que ocupaba la posición de base. Después de retirarse de la práctica activa del baloncesto, se ha dedicado a entrenar en categorías inferiores y a colaborar con diversos medios de información.
Fue director general del Baloncesto Sevilla y recientemente fue fichado como ojeador internacional para la franquicia NBA Indiana Pacers.

## Clubes
- Cantera Corazonistas
- Vitoria, categorías inferiores
- 1988-1989: Real Madrid Juvenil
- 1989-1990: FC Barcelona Juvenil
- 1990-1996: FC Barcelona (ACB, España)
- 1996-1997: Kinder Bolonia (Italia)
- 1997-1999: León Caja España  (ACB, España)
- 1999-2000: Real Madrid Teka  (ACB, España)
- 2000-2001: Club Ourense Baloncesto   (ACB, España)
- 2001-2002: Ionikos Neas Filadelfeias BC (Grecia)
- 2002-2004: Club Baloncesto Murcia (LEB, España)
- 2004-2005: Basket Zaragoza 2002 (LEB, España)
- 2005-2006: Bruesa Gipuzkoa Basket (LEB, España)
- 2006-2007: Alerta Cantabria (LEB, España)
- 2007-2008: WTC Cornellà (LEB Plata, España), primer entrenador.

## Palmarés

### Títulos internacionales de Selección
- en el Eurobasket Sub-22 de Ljubljana'1994, con la selección española sub-22.

### Títulos nacionales de Club
- 3 Ligas ACB:

- 2 con el FC Barcelona: 1995 y 1996
- 1 con el Real Madrid: 2000

- 2 Liga LEB: 2002-2003 con el Etosa Murcia y 2005-2006, con el Bruesa Gipuzkoa Basket .
- 2 Copa del Rey de Baloncesto: 1991, 1994,  con el FC Barcelona.
- 1 Copa de Italia: 1997, con el Kinder Bolonia.
- 1 Campeonato de España Junior: 1991-1992, con el FC Barcelona.